# Lusitano Futebol Clube
O Lusitano Futebol Clube, popularmente conhecido como Lusitano Vila Real de Santo António, ou simplesmente Lusitano VRSA, é um clube português, localizado na cidade algarvia de Vila Real de Santo António. O clube foi fundado em 15 de Abril de 1916 e é uma delegação do Sport Lisboa e Benfica, sendo Miguel Vairinhos o seu atual presidente.

## História
Na sua história o clube já participou por 3 épocas consecutivas no principal escalão do Campeonato Português de Futebol desde 1947/48 até 1949/50.
Nas épocas 2011/12 a 2013/14 o clube conquistou o máximo das competições possíveis no Algarve, conquistado por 2 vezes a 1ª Divisão de Futebol de Algarve Seniores (2011/12 e 2013/14), Supertaça do Algarve (2012) e Taça do Algarve(2012/13).[carece de fontes?]
Na época de 2015/16, disputava o Campeonato Nacional de Seniores, na série H.
O clube de Vila Real de Santo António na época 2016/17 contratou dois atletas iranianos, que se tornaram nos jogadores mais populares da história do clube centenário.

## Presenças
| Nacionais | Nacionais        | Nacionais | Nacionais      |
|           | Competição       | Presenças | Melhor posição |
| --------- | ---------------- | --------- | -------------- |
|           | Primeira Liga    | 3         | 12º            |
|           | Segunda Liga     | 1         |                |
|           | Segunda Divisão  | 19        |                |
|           | Terceira Divisão |           |                |
|           |                  |           |                |
|           | Taça de Portugal |           |                |
|           | Taça da Liga     |           |                |
| Regionais |                  |           |                |
|           | Competição       | Presenças | Melhor posição |
|           |                  |           |                |